# Forte de Monsanto
O Forte do Marquês de Sá da Bandeira, também conhecido como Forte de Monsanto, localiza-se no alto de Monsanto, na freguesia de Benfica, Distrito de Lisboa, em Portugal.
Em posição dominante no alto da serra de Monsanto, ponto mais elevado de Lisboa, a sua artilharia podia bater toda a região envolvente. Actualmente funciona como prisão, sob o nome de Estabelecimento Prisional de Monsanto.

## História
Esta fortaleza foi erguida ao final do século XIX como parte integrante da rede de fortificações que constituía o Campo Entrincheirado de Lisboa, sistema defensivo da capital portuguesa.
Quando da sua activação, o Forte de Monsanto foi classificado como praça de guerra de 1ª classe, subordinada ao Governo do Campo Entrincheirado de Lisboa.
Após a Primeira Guerra Mundial, com a extinção do Campo Entrincheirado, o forte perdeu a sua função militar.
Ainda antes de perder a sua função defensiva o forte já vinha a ser utilizado como prisão militar. Após a desactivação, passou a ser utilizado uma prisão civil.
Actualmente constitui o Estabelecimento Prisional de Monsanto, dependente do Ministério da Justiça. Concluídas as obras de renovação, levadas a cabo em 2007, foi classificado como estabelecimento prisional de segurança máxima.

## Características
Apresenta planta circular, com o formato de cúpula, recoberta por uma couraça de betão, à prova de bombas. Divide-se internamente em três pavimentos, cada um dos quais correspondia a uma bateria.
Externamente a fortificação é rodeada por um fosso.